# 弗拉基米尔·阿列克谢耶维奇·瓦西里耶夫
弗拉基米尔·阿列克谢耶维奇·瓦西里耶夫（羅馬化：Vladimir Alekseyevich Vasil'yev；1954年8月16日—）是俄罗斯政治人物、第四届国家杜马议员。他也曾担任第二届莫斯科市杜马议员。

## 荣誉
- 祖国功勋奖章[3]